# Idwig Stéphane
Idwig Stéphane (Elsene, 20 januari 1944-27 september 2021) was een Belgisch acteur.
Naast een aantal hoofdrollen in Vlaamse langspeelfilms, speelde Stéphane in Franstalige televisiefilms en gastrollen in een hele reeks Franstalige televisieseries.

## Filmografie
- 1974: De loteling, als korporaal
- 1976: Pallieter, als Fransoo, de schilder
- 1981: Brugge, die stille, als Hugues Viane
- 1992: Daens, als Eugene Borremans
- 2001: Pauline & Paulette, als Albert
- 2005: Vendredi ou un autre jour